# Люткин, Василий Фёдорович

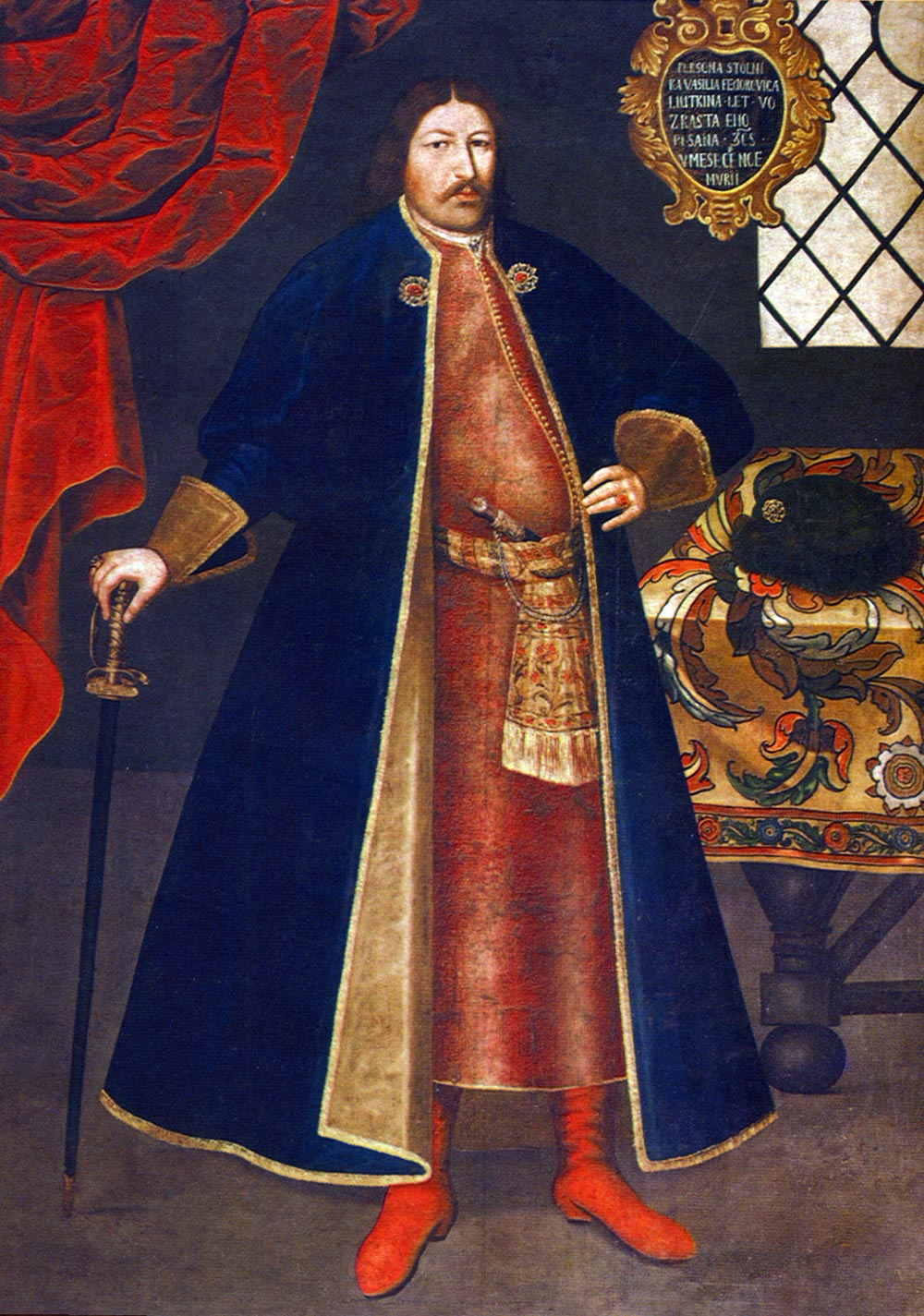
Стольник В. Ф. Люткин, 1697 гг.

Василий Фёдорович Люткин (до 1682 г. — после 1711 г.) — русский государственный деятель конца XVII века, стольник, затем бригадир. Представитель рода Люткиных в 7 поколении. Сын Фёдора Яковлевича Люткина — малмыжского воеводы. Казанский помещик, служил в митрополичьем судном приказе в Казани.

## Сведения о роде Люткиных
По преданию, зафиксированному в начале XVII в. Люткины относились к «выезжим родам», одна из версий гласит, что прародитель рода прибыл на службу к московскому князю Дмитрию Донскому в 1380 году, однако более вероятным является период конца XV века. Первым известным представителем рода является Павел Васильевич Люткин (? — 1514), фигурирующий в актах времён Василия III, во время которого род постепенно перебрался в пределы Ярославля и Углича. П. В. Люткин погиб в битве под Оршей в 1514 году. Его потомки разделяются на 2 ветви: Ярославскую и Казанскую. Сведения о Казанской линии (к которой относился В. Ф. Люткин) впервые появляются в 1570-х.
Захарий Люткин, сын Петра Павловича Люткина, упоминается как совладелец д. Кулаево в писцовой книге 1593‒1594 гг. В сентябре 1576 г. царь Иван IV пожаловал Троице-Сергиеву монастрыю в вотчину по Арской дороге «на монастырское строение в Казанском уезде» жеребей в селе Царицыно размером в 123 четв. с полуосьминою, бывшее владение казанского воеводы Андрея Плещеева и казанского жильца Захара Люткина.
В 1595 царь Фёдор Иванович пожаловал Фёдора и Филиппа Люткиных поместьем отца их Захара Петрова сына Люткина в дер. Тогашеве да Кулаеве, Казанского уезда, по Ногайской дороге.
В 1590—1594 гг. Ф. З. Люткин состоял в Тобольске в числе других казанских детей боярских при воеводах князьях Ф. М. Лобанове- Ростовском и М. В. Ноздроватом, во время правления Бориса Годунова жаловался, что в отличие от других казанских «жильцов» не был награждён за эту сибирскую службу придачей к окладу, деньгами и камкой. В 1610 Филипп Захарьев Люткин утонул в Плавной реке. Фёдора Люткина в 1611 убили в Казани вместе с боярином Богданом Яковлевичем Бельским за отказ присягнуть полякам, после чего Иваном Заруцким скинул их со стены.
Филиппа Захарьевич Люткин имел сына Якова (умер в 1660). 6 апреля 1642 года в Казани было заключено мировое соглашение между Яковым Люткиным и сыном боярским Василием Писемским, крестьянин которого Максимка Васильев был уличен в «подговоре людей своихъ и въ сводныхъ лошедяхъ въ тритчети рублехъ съ полтиною».
Правнук Якова Филипповича, сын Фёдора Фёдоровича, племянник Василия Фёдоровича, — Иван Фёдорович Люткин, с 1739 полковник казанского гарнизона драгунского полка, с 1743 воевода Уфы. В 1744—1747 гг. в чине коменданта находился Ставрополе (нынешнем г. Тольятти). В 1771—1773 гг. все тот же Иван Федорович, но уже в очередном звании — бригадира, значится проживающим в отставке в селе Кулаево (Спасском), как владелец 385 душ, из них 83 — в деревне Шигаево (Ковали). Им же в 1735 г. к празднику Спаса в селе была построена деревянная церковь Происхождения Честных древ Креста Господня (на сегодня — самая старая в Пестречинском районе, памятник архитектуры русского барокко), в 1761—1762 гг. её заменили на каменную. Иван Фёдорович имел дочь Анну, которая является последним известным представителем Казанской ветви Люткиных.
Близкое соседство Люткиных и Нееловых породнило эти дворянские фамилии в середине XVIII столетия.

## Биография
Семья Василия Люткина
Дед — Яков Филипович Люткин, Бабушка — Анна N N.
Отец — Федор Яковлевич Люткин (умер в 1681), состоял в сотне Фёдора Фёдоровича Люткина, своего дяди, головы сотни казанских дворян и детей боярских, назначенных на службу на Закамскую засечную черту в 1664 г., в 1663—1665 Ф. Я. Люткин был назначен воеводой в Малмыж. У Фёдора Яковлевича были сыновья Фёдор и Василий — царские стольники, их мать неизвестна.
Брат — Фёдор Фёдорович Люткин. В начале 1705 г. из Казани в Закамские крепости (Ерыклинск, Тиинск и др. в окрестностях Мелекесса) были направлены дополнительные военные силы, в которых командиром одного из отрядов был Фёдор Фёдорович Люткин. Фёдор Фёдорович Люткин в чине стряпчего был назначен в 1720 г. в «Казань и на Уржум», где ему был выделен уезд для службы по Арской дороге на реке Вятке. Имел две жены, вторую звали Матрёна Фёдоровна, и сына Ивана от 1-го брака (воевода Уфы с 1743 г.).
Информация о В. Ф. Люткине
Упоминаний о Василии Фёдоровиче Люткине в исторических документах мало, в основном это хозяйственные документы. Вероятно, он был старше своего брата Фёдора, потому что во всех документах его имя упоминается в первую очередь.
Впервые он фигурирует в 1682 году в записи Чемодуровых о променных землях.
В 1681 г. ему была дана ясашная земля на оброк и сенные покосы Малых Шалей по Нагайской дороге за Мёшей, с наказанием платить 4 рубля по 10 алтын в день.
В 1682-83 гг. подавал челобитную об отдаче в поместье земли в Малых Шалях, написанных из-за спора с ясачными татарами, во главе которых стоял Конь Чювашко Чюрашев. Этот спор был улажен в пользу братьев Люткиных в 1683 г.
В 1684 г. Пётр I и Иван V за заслуги Фёдора Яковлевича Люткина, отца Василия и Фёдора, был пожалован землёй в Казанском и Нижегородском уездах в вечное свободное владение.
В 1692—1695 гг. получал выпесь на сенные подгорные покосы под Казанью.
В 1695 г. получает чин стольника, его брат Фёдор получает чин стряпчего.
В 1697 году 20 апреля была составлена раздельная запись между ним и его братом Фёдором на Казанские вотчины и поместья. К этому же времени имел жену и детей. В том же году мастером Оружейной палаты была написана знаменитая парсуна с портретом В. Ф. Люткина.
Сохранился приказ митрополита Тихона из Казанского архиерейского ссудного приказа 1700 года, где упоминается Василий Фёдорович, как один из важных лиц этой структуры.
В 1701 году 7 февраля была составлена поступная запись на пожню в Казанском уезде братьям Люткиным, которую Василий Андреевич Большой Шалимов отдал Василию и Фёдору за долг в 15 рублей.
В 1711 году отправлял хлеб из села Кулаева в Симбирск. После 1711 года упоминаний о В. Ф. Люткине не имеется.
Так же известно, что он пользовался расположением Дмитрия Ростовского. Был похоронен в Казани, в Спасском монастыре, в ограде, справа от колокольни. Его надгробная плита хранилась около колокольни главного храма вплоть до начала XX в.

## Парсуна

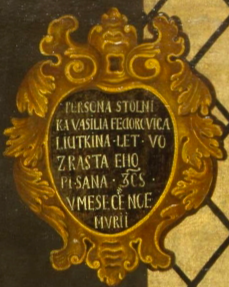
Картуш с подписью

Василий Фёдорович Люткин известен не своей ратной или государственной деятельностью, а тем, что его парсуна висит в Государственном историческом музее. Портрет написан в 1697/1698 неизвестным мастером. Возможный автор — живописец Оружейной палаты Михаил Феоктистович Чоглоков. Портрет приобретен у А. И. Покровского в 1900 г. Неправильное приспособление некоторых латинских букв (PERSONA STOLNIKA VASILIA FEDOROVICA LIUTKINA. LET. VOZRASTA EHO PISANA.7206 [1697].VMESECE NOEMVRII" (Персона стольника Василия Федоровича Люткина, лет возраста ехо писана 7206 [1697] в месяце ноемврии)) в надписи к передаче русского текста, воспроизведение буквы D в обратном начертании, а также использование в надписи книжной, церковно-славянской формы в выражении «в месяце ноемврии» указывают на русского автора. Транскрипция с употреблением латинских букв, невероятная для украинского или белорусского художника, говорит о том, что автор не обладал знаниями польского языка. Вследствие этого, некоторые исследователи считают, что портрет является типичной московской парсуной, выполненной «на польский манер». В связи с организацией Славяно-греко-латинской академии в Москве в 1687 году, стало модным в конце ХVII века употреблять латинские буквы для письма русских слов.